# آواز کریسمس
«آواز کریسمس» (به انگلیسی: The Christmas Song) تک‌آهنگی از هنرمند اهل ایالات متحده آمریکا نت کینگ کول است که در نوامبر ۱۹۴۶ منتشر شد.